# أنسيلمو كاردوسو
أنسيلمو غونسالفيس كاردوسو (بالبرتغالية: Anselmo Gonçalves Cardoso‏) المعروف باسم أنسيلمو (ولد في 6 يناير 1984 في فريريا، توريس فيدراس) لاعب كرة قدم برتغالي محترف يلعب في صفوف ألتا لشبونة كمهاجم. سبق له اللعب في نادي مسيمير القطري موسم 2014-15.